# Charles Stepney
Charles Stepney  (* 26. März 1931 in Chicago; † 17. Mai 1976 ebendort) war ein US-amerikanischer Jazz- und Rhythm-&-Blues-Musiker (Piano, Vibraphon, Arrangement, Komposition), der vor allem durch seine Arbeit mit The Dells, Ramsey Lewis, Rotary Connection und Earth, Wind and Fire bekannt wurde. 1970 bezeichnete ihn die Zeitschrift Down Beat als „eines jener Arbeitstiere, deren Geschäft der Erfolg anderer ist“. Charles Stepney sei „einer der großen Vergessenen in der Geschichte der afroamerikanischen Musik“, schrieb die tageszeitung. „Auch heute weitgehend aus dem kollektiven Gedächtnis verschwundene Seltsamkeiten wie die Versuche, Schwarze Musik – Blues und Soul – mit Psychedelic-Music in Verbindung zu bringen, gehen maßgeblich auf Stepneys Arbeit als Arrangeur, Komponist und Produzent zurück.“

## Leben und Wirken
Stepney wuchs in einer musikalischen Familie auf und begann seine Karriere in den 1950er-Jahren als versierter Pianist und Vibraphonist, als er anfing in lokalen Clubs aufzutreten. Erste Aufnahmen entstanden 1957 mit dem Johnny Pate Trio Plus Three. Er studierte schließlich Musiktheorie am Wilson Junior College. Während er als Arrangeur und Produzent bei Chess Records in Chicago arbeitete, nahm der Label-Künstler Ramsey Lewis eines seiner Stücke, „Close Your Eyes and Remember“, auf einer Chess-LP auf. Stepney arbeitete dann mit Lewis an seinen Chess-Platten und seinem Columbia-Album Sun Goddess, das Anfang 1975 auf Platz 12 der Billboard-Top-200-Alben-Charts gelangte.
In dieser Zeit traten The Dells im Club Pigalle im Norden von Chicago auf, als deren Mitglied Chuck Barksdale den Vibraphonisten Stepney traf, der sein eigenes Jazztrio leitete. Das Treffen erwies sich als entscheidend für Stepney, der darauf anfing, Orchesterarrangements für die Aufnahmen der Dells bei Chess und für andere Künstler des Labels zu machen. Er spielte auch Vibraphon bei den Chess-Sessions von Minnie Riperton, zunächst als Mitglied der Girlgroup The Gems Mitte der 1960er-Jahre. Daneben wirkte Stepney als Sessionmusiker bei Aufnahmen von Howlin’ Wolf, Muddy Waters, Lorez Alexandria, Eddie Harris, Herb Lance, Gene Shaw, Bunky Green, Kenny Burrell, Etta James, Phil Upchurch, Marlena Shaw und Ray Bryant mit. Neben seiner Arbeit für Chess war er als Arrangeur für Eddie Harris, Buddy Guy, Kitty and the Haywoods und Junior Wells tätig; 1970 komponierte er die Jazz-Sinfonie „Cohesion“.
Sein Freund Marshall Chess – Sohn des Labelbesitzers Leonard Chess – hatte Cadet Concept als jüngere Tochtergesellschaft des Cadet-Labels gegründet, mit Stepney als Musiker, Koproduzent und Arrangeur; ihre erste Veröffentlichung war 1967 das Debüt einer Konzeptgruppe namens Rotary Connection, mit Minnie Riperton als Bandvokalistin. Die Gruppe wurde als Möglichkeit für das Label konzipiert, die psychedelische Ära zu erschließen, indem sie eine wenig bekannte weiße Rockgruppe namens The Proper Strangers mit den Stimmen der schwarzen Sänger Sidney Barnes und Minnie Riperton kombinierte – mit Letzterer hatte Stepney zuerst zusammengearbeitet auf ihrer Solosingle „Lonely Girl“ unter dem Pseudonym Andrea Davis. Stepney produzierte auch Ripertons Chess-LP Come to My Garden (1969), das mit dem hypnotisierenden „Les Fleur“ beginnt. Es war Stepneys Talent, die bei Rotary Connections angewandte Mischung aus Acid-Rock, klassischen Streicher-Untermalungen (mit dem Chicago Symphony Orchestra) und Ripertons Opernstimme zusammenzubringen.
Das Album wurde 1970 von dem Chess-Sublabel Janus veröffentlicht und gilt als Stepneys und Ripertons orchestrales Meisterwerk. Im Bereich des Jazz war er laut Tom Lord zwischen 1957 und 1974 an 38 Aufnahmesessions beteiligt.
In den frühen 1970er-Jahren traf Stepney wieder auf den ehemaligen Chess-Session-Schlagzeuger Maurice White, der die R&B-Gruppe Earth, Wind and Fire gegründet hatte. In seinen letzten Jahren arbeitete Charles Stepney dann mit Earth, Wind and Fire als Produzent, Arrangeur und Song-Autor an deren Alben That’s the Way of the World, Gratitude und Spirit. Zusammen mit White produzierte er außerdem das The-Emotions-Album Flowers (1976). Earth, Wind and Fire widmete die LP Spirit Stepney, der am 17. Mai 1976, kurz vor ihrer Veröffentlichung an den Folgen eines Herzinfarkts mit 45 Jahren starb.
Charles Stepney Frontcover-Fotografie des Albums Step on Step (2022)

Link zum Bild

Im Nachlass ihres Vaters entdeckten die Schwestern Eibur, Charlene und Chanté in den frühen 2010er-Jahren unveröffentlichtes Material, das er ab den späten Sechzigern bis in die Siebziger-Jahre in seinem Kellerheimstudio allein eingespielt hatte. Es ist im Vergleich zu seinen Studioproduktionen auf das Nötigste reduziert. Nachdem sie einige der Bänder digitalisiert hatten, veröffentlichten die Töchter Stepneys eine Auswahl auf ihrem eigenen DIY-Label The Charles Stepney Masters. Durch Junius Paul kam die Verbindung zu Scottie McNiece, dem Labelchef von International Anthem zustande. Weiteres Material erschien schließlich 2022 auf dem Label als Album Step on Step, mit bisher unbenannten Aufnahmen, die von Stepneys Töchtern betitelt wurden.
Obwohl sie als Vierspurdemos in Stepneys Heimstudio in Chicago mit analogen Synthesizern, Drumcomputern und Echo-Einheiten aufgenommen worden waren, sei das, was diese abgespeckten Bänder so überraschend macht, die Art und Weise, wie sie die orchestralen Soul-Symphonien und den kaleidoskopischen Jazz, für den Stepney steht, auf den Punkt bringen, schrieb Andy Thomas in Bandcamp.
Nach Ansicht von Will Hermes (Pitchfork Media) könnte die Intimität von Step on Step ein genaues Bild des Soloalbums vermitteln, das Stepney vielleicht eines Tages aufnehmen wollte. Seine 23 Tracks – voll entwickelte Songs plus Fragmente und Ephemera – würden sein starkes Gespür für Melodie und Kontrapunkt einfangen, seinen Sinn für Verzierungen und seine modulare Herangehensweise an das Komponieren.